# August Bürck
Heinrich Anton August Bürck (* 1. Februar 1805 in Leipzig; † 11. Februar 1880 in der Heilanstalt Colditz) war ein deutscher Schriftsteller, Historiker und Übersetzer.

## Leben
Der Vater von August Bürck (auch Bürk) war der Weimarer Kupferstecher August Bürck sen. († um 1854), zugleich Autor eines umfangreichen Handbuchs für Juweliere (1834).
Er studierte zunächst an der Universität Jena und schrieb sich dann am 17. Juni 1834 für das Fach Medizin an der Universität Leipzig ein, wo er im folgenden Jahr promoviert wurde und danach als Schriftsteller und Journalist in Leipzig lebte. Dort lernte er den vielseitigen Künstler Johann Peter Lyser kennen. Bereits 1834 wurde Bürck Mitarbeiter der von Robert Schumann begründeten Neuen Zeitschrift für Musik, die im April 1834 meldete, dass der Weimarer Komponist Johann Christian Lobe an einer Oper Der wilde Jäger nach einem Libretto von Bürck arbeite, die aber anscheinend nicht zur Aufführung kam und verschollen ist. Um 1838 zog er wieder nach Weimar, blieb aber mit Schumann in Verbindung.
Ab 1845 ist er in Dresden nachweisbar, wo er als „Privatgelehrter“ in der Marienstraße 6 wohnte. Er befreundete sich dort mit Richard Wagner, ebenso mit Karl Gutzkow, der 1846 Dramaturg am Dresdner Hoftheater wurde. 
Am 9. September 1849 heiratete er die Schauspielerin Marie Bayer (1820–1910). Bald darauf brach bei ihm eine psychische Erkrankung aus, so dass er 1853 in die „Landesversorgungsanstalt für unheilbar Geisteskranke“ in Colditz eingewiesen und die Ehe 1860 geschieden wurde. Seine Frau heiratete am 21. März 1862 in zweiter Ehe den Major Adolf von Falkenstein.

## Werke
- König Arthur und seine Tafelrunde. Drama, Leipzig: Reichenbach 1834 (Digitalisat)
- Heinrich von Ofterdingen. Ein Cyclus von drei romantische Erzählungen, Teil 1, Der Sängerkrieg auf Wartburg, Leipzig: C. H. F. Hartmann 1834 (Digitalisat)
- Alt und neu. Roman in zwei Theilen, Leipzig: Kummer 1838
- Ludwig Philipp, König der Franzosen und seine Familie, Weimar: Bernhard Friedrich Voigt 1839 (Digitalisat)
- Magellan oder die erste Reise um die Erde. Nach den vorhandenen Quellen dargestellt, Leipzig: Bernh. Tauchnitz 1844 (Digitalisat)
- Allgemeine Geschichte der Reisen und Entdeckungen zu Land und Meer, Teil 1, Die alte Welt, Magdeburg: Heinrichshofen 1844 (Digitalisat)
- Die Reisen des Venezianers Marco Polo im dreizehnten Jahrhundert. Nebst Zusätzen und Verbesserungen von Karl Friedrich Neumann, Leipzig: B. G. Teubner 1845 (Digitalisat)
- Ulrich von Hutten, der Ritter, der Gelehrte, der Dichter, der Kämpfer für die deutsche Freiheit, Dresden und Leipzig: Arnold 1846 (Digitalisat)